# Pristimantis stictoboubonus
Pristimantis stictoboubonus es una especie de anfibio anuro de la familia Craugastoridae.

## Distribución geográfica
Esta especie es endémica de la provincia de Mariscal Cáceres en la región de San Martín del Perú. Se encuentra en Ullilen entre los 3000 y 3300 m sobre el nivel del mar en la Cordillera Central.

## Publicación original
- Duellman, Lehr & Venegas, 2006: Two new species of Eleutherodactylus (Anura: Leptodactylidae) from the Andes of northern Peru. Zootaxa, n.º 1285, p. 51-64.[6]